# 森隆峰
森 隆峰（もり りゅうほう、1961年8月16日 - ）は、愛知県出身の元プロ野球選手（捕手）。右投右打。

## 来歴・人物
野球留学で進んだ高岡第一高では1年夏の県大会準決勝を経て甲子園出場をかけた北陸大会決勝へ進むが星稜高の小松辰雄に完封負け、2年秋の県大会で優勝すると北信越大会では準々決勝で鯖江高の杉永政信を相手に延長13回で勝利したが、準決勝で敗れた。1979年オフにドラフト外で兄で投手の森宝生とともに西武ライオンズに入団。担当スカウト日野茂。
1歳上の宝生は愛知高からの再入学であったため、3年時は公式戦に出場できなかったが卒業と同時に揃ってのプロ入りとなった。
一軍出場が無いまま1981年オフに自由契約となった。
自由契約を通告された際は、契約を更新するからと球団事務所に呼ばれた。しかし、球団代表の坂井保之からクビを通告される。そのことに納得できなかった森は坂井に詰め寄ったが受け入れられず、コーチの和田博美を訪ねた。和田も自由契約を知らず驚き、球団に掛け合ったり他球団の入団テストの斡旋をした。しかし現役続行はかなわず、そのまま引退した。

## 詳細情報

### 年度別打撃成績
- 一軍公式戦出場なし

### 背番号
- 55 （1980年 - 1981年）